# The Abbey Road E.P.
The Abbey Road E.P. — мини-альбом группы «Red Hot Chili Peppers», выпущенный в 1988 году компанией EMI America.

## Об альбоме
Четыре из пяти треков с этого EP уже были выпущены на студийных альбомах группы. В альбоме присутствует только один новый трек — кавер песни Джимми Хендрикса «Fire». Он хоть и был записан для альбома Freaky Styley, однако вошёл только лишь в Mother's Milk как трибьют Хиллела Словака — гитариста группы (именно он играет в этой песне), погибшего от передозировки героина.
Название и обложка пародируют альбом The Beatles Abbey Road. Так же, как и «битлы», «перцы» переходят знаменитую улицу Abbey Road по зебре, но в отличие от The Beatles, музыканты Red Hot Chili Peppers голые, не считая головных уборов, обуви и носков на причинных местах.

## Список композиций
12" LP
| №                   | Название                                                                        | Автор(ы)                                      | Оригинальный альбом (год)         | Длительность |
| ------------------- | ------------------------------------------------------------------------------- | --------------------------------------------- | --------------------------------- | ------------ |
| 1.                  | «Fire» (с англ. — «Огонь»)                                                      | Джими Хендрикс                                |                                   | 2:02         |
| 2.                  | «Backwoods» (с англ. — «Глушь»)                                                 | Энтони Кидис, Фли, Хиллел Словак, Джек Айронс | The Uplift Mofo Party Plan (1987) | 3:06         |
| 3.                  | «Catholic School Girls Rule» (с англ. — «Девчонки из Католической Школы Рулят») | Кидис, Фли, Джек Шерман, Клифф Мартинез       | Freaky Styley (1985)              | 1:57         |
| Общая длительность: | Общая длительность:                                                             | Общая длительность:                           | Общая длительность:               | 7:05         |

| №                   | Название                                                                         | Автор(ы)                                                      | Оригинальный альбом (год)        | Длительность |
| ------------------- | -------------------------------------------------------------------------------- | ------------------------------------------------------------- | -------------------------------- | ------------ |
| 4.                  | «Hollywood (Africa)» (с англ. — «Голливуд (Африка)»)                             | Зигги Моделист, Арт Невилл, Лео Ноцентелли, Джордж Портер мл. | Freaky Styley (1985)             | 5:04         |
| 5.                  | «True Men Don't Kill Coyotes» (с англ. — «Настоящие Мужчины Не Убивают Койотов») | Кидис, Фли, Шерман, Мартинез                                  | The Red Hot Chili Peppers (1984) | 3:38         |
| Общая длительность: | Общая длительность:                                                              | Общая длительность:                                           | Общая длительность:              | 8:42         |

## Участники записи
| Red Hot Chili Peppers - Энтони Кидис — вокал (все песни) - Фли — бас-гитара, бэк-вокал (все песни) - Хиллел Словак — гитара, бэк-вокал (1-4) - Джек Айронс — ударные, бэк-вокал (1-2) - Клифф Мартинес — ударные (3-5) - Джек Шерман — гитара, бэк-вокал (5) Дополнительный персонал - Бенни Коуан — труба (4) - Масео Паркер — саксофон (4) - Фред Уэсли — тромбон (4) - Гвен Дикки — бэк-вокал (5) | Продюсирование - Майкл Бейнхорн — продюсер (2) - Джон Потокер — сведение (2) - Рассел Брейчер — помощник по сведению (2) - Стэн Катаяма — помощник по сведению (2) - Джуди Клэпп — звукорежиссёр (2) - Хоуи Вайнберг — мастеринг (2) - Джордж Клинтон — продюсер (3 и 4) - Грег Уорд — звукорежиссёр, сведение (3 и 4) - Джон Бауэр — второй звукорежиссёр (3 и 4) - Энди Гилл — продюсер (5) - Дэйв Джерден — звукорежиссёр (5) - Кэролин Коллинз — ассистент звукорежиссёра (5) - Роб Стивенс — сведение (5) - Барри Конли — помощник по сведению (5) - Грег Фульгинити — мастеринг (5) Оформление - Крис Кланн — фотография |